# 류위차오 (배우)
류위차오(중국어 간체자: 刘宇桥, 병음: Líu Yûqiáo, 한자음: 유우교, 1980년 8월 5일 ~ )는 중국의 배우이다.